# Aan De Slag!
Aan De Slag! is een radioprogramma op de Nederlandse radiozender NPO Radio 2. Het programma wordt van maandag tot en met vrijdag tussen 09:00 en 12:00 uur uitgezonden door de publieke omroep AVROTROS. Aan De Slag! wordt gepresenteerd door Bart Arens. Vaste invaller is Corné Klijn of Paul Rabbering.
Het programma is sinds maandag 5 januari 2015 op NPO Radio 2 te horen als opvolger van het programma Gouden Uren met Daniel Dekker.

## Programmaonderdelen
- Elke vrijdag wordt rond 10:45 uur de nieuwe NPO Radio 2 Top Song van de week bekendgemaakt.
- Het 60 secondenspel waarin een luisteraar in een minuut tijd zoveel mogelijk vragen goed moet beantwoorden. De weekprijs is de Aan De Slagroomtaart.
- Top 2000 Shuffle waarin een luisteraar een keuze moet maken uit vijf hits uit de NPO Radio 2 Top 2000, waarvan er eentje helemaal gedraaid wordt.

Aan De Slag! · Afslag Thunder Road · Aje Tho! · Annemiekes A-lunch · Blokhuis · Bureau De Wilt · Bureau Kijk in de Vegte · Corné Klijns Soul Sensations · De Staat van Stasse · De Wild in de Middag · Echt Jasper · Funky Frank's · Giel ·Gijs 2.4 · Grand Café Kranenbarg · Helemaal Haandrikman · Het Platenpaleis · Hey JP! · Holy Hits · Jan-Willem Start Op! · Licence 2 Chill · Mega Album Top 50 · Motel De Wilt · Musical Moods · Muziekcafé · On the Beat · One Night Stenders · Het oor wil ook wat · Paul! · Rabbering Laat · Rarmarmar · RickvanV doet 2 · Rinkeldekinkel · Schiffers.fm · SHAY! · Simone's Songlines · Soul Night met One'sy · Spijkers met koppen · Thank God It's Sunday · The Best of 2night · The Big Frank Show · Thijs · Tijd voor Twee · Van Inkels Choice · Verrukkelijke 15 ·  VrijZaZo Show · Vroeg op Frank · 't Wordt Nu Laat · WILDGROEI · Wout2Day · Yora en Sander, Sander en Yora